# Zamar

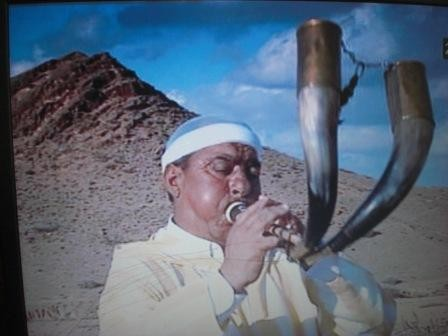
Cheikh Ziyed, de Nador, en train de jouer du zamar.

Le zamar (azamar ou tzamart en tamazight) est un instrument traditionnel berbère issu de la région à l'est du Rif et aux chez Beni iznassen .    
Cet instrument est joué dans toute la partie Rif Orientale et chez les Zénètes de l'Oriental, qui correspond aux provinces de Driouch, Nador, Berkane et moitié nord des provinces de Guercif et Taza. Il est aussi joué chez les Msirdas , de l'autre côté de la frontière algérienne.   
Les principales tribus zénètes du Rif utilisant le zamar sont les Ikeraayen, les Ait Iznassen, les Ibdarsen, les Igzenayen, les Ait Touzine et les Ait Temsamane.  

## Facture
L'azamar est une clarinette double à 12 trous, 2 fois 6 trous, se terminant par de grandes cornes. Cet instrument est fabriqué artisanalement, il est composé d'une tête comprenant deux anches battantes simples, d'un corps fait de deux tuyaux de bambou comportant chacun 6 trous et de deux pavillons faits de cornes de vache taillées et limées (parfois une seule corne pour les deux tuyaux). Le corps et la tête sont traditionnellement liés par de la cire d'abeille.

## Jeu
Contrairement à la tamja/gasba (une autre flûte), l'azamar n'est pas une flûte oblique et à ce titre, se joue en posant la flûte de face et en gonflant les joueurs. Elle produit un son grave bourdonnant. Jouer du zamar est éprouvant, et il faut des années d’expérience avant de maitriser correctement l'instrument. Dans le Rif, l'azamar se joue principalement lors des mariages et des fêtes. Il peut aussi accompagner les Izran, chants berbères. 

## Origine
Le mot azamar vient très probablement d'une racine afro-asiatique ZMR. Cette racine a donné le mot "zmar", siffler en berbère, mizmar, flûte en arabe. L'azamar est à l'origine un instrument berbère joué par des populations des tribus berbères zénètes du Rif. Cet instrument est très présent dans la province de Nador où il était omniprésent lors des mariages. Les Beni Snassen de Berkane, jouent aussi du zamar. Aujourd'hui un ensemble de tribus arabophones de l'Angad et de Triffa ainsi que les Ouled Settout en jouent également bien que ce soit un folklore berbère à la base.     